# Championnat des Émirats arabes unis de football 2009-2010
Navigation
Saison suivante Saison suivante
La saison 2009-2010 du Championnat des Émirats arabes unis de football est la trente-sixième édition du championnat national de première division aux Émirats arabes unis. Les douze meilleures équipes du pays sont regroupées au sein d'une poule unique où elles s'affrontent deux fois au cours de la saison, à domicile et à l'extérieur. À la fin du championnat, les deux derniers du classement sont relégués et remplacés par les deux meilleurs clubs de deuxième division.
C'est l'Al-Wahda Club qui remporte la compétition, après avoir terminé en tête du classement du championnat, avec sept points d'avance sur Al Jazira Club et treize sur Al Ain Club. C'est le 4e titre de champion des Émirats arabes unis de l'histoire du club.
Cette édition offre un enjeu supplémentaire cette saison. En effet, en décembre 2010, les Émirats arabes unis accueillent pour la deuxième et dernière fois la Coupe du monde des clubs de la FIFA, ce qui permet au pays d'obtenir une place assurée dans la compétition, réservée au vainqueur du championnat. Al-Wahda Club se qualifie donc pour la Coupe du monde des clubs.

## Les clubs participants
| - Emirates Club - Promu de D2 - Al-Wahda Club - Bani Yas Club - Promu de D2 - Al Ain Club - Al Ahly Dubaï - Ajman Club | - Sharjah SC - Al Jazira Club - Al Nasr Dubaï - Al Shabab Dubaï - Al Wasl Dubaï - Al Dhafra |

## Compétition

### Classement
Le classement est établi sur le barème de points classique (victoire à 3 points, match nul à 1, défaite à 0).
| Rang | Équipe                | Pts | J  | G  | N | P  | Bp | Bc | Diff |
| ---- | --------------------- | --- | -- | -- | - | -- | -- | -- | ---- |
| 1    | Al-Wahda Abu Dhabi    | 58  | 22 | 19 | 1 | 2  | 42 | 15 | +27  |
| 2    | Al Jazira Club        | 51  | 22 | 15 | 6 | 1  | 48 | 26 | +22  |
| 3    | Al Ain Club           | 45  | 22 | 14 | 3 | 5  | 57 | 29 | +28  |
| 4    | Bani Yas Club (P)     | 36  | 22 | 10 | 6 | 6  | 44 | 37 | +7   |
| 5    | Al Wasl Dubaï         | 29  | 22 | 8  | 5 | 9  | 41 | 40 | +1   |
| 6    | Sharjah SC            | 28  | 22 | 7  | 7 | 8  | 37 | 36 | +1   |
| 7    | Al Shabab Dubaï       | 28  | 22 | 8  | 4 | 10 | 35 | 44 | -9   |
| 8    | Al Ahly Dubaï (T)     | 26  | 22 | 7  | 5 | 10 | 42 | 43 | -1   |
| 9    | Al Dhafra             | 26  | 22 | 7  | 5 | 10 | 47 | 55 | -8   |
| 10   | Al Nasr Dubaï         | 23  | 22 | 7  | 2 | 13 | 37 | 49 | -12  |
| 11   | Emirates Club (P) (C) | 14  | 22 | 4  | 2 | 16 | 37 | 57 | -20  |
| 12   | Ajman Club            | 8   | 22 | 2  | 2 | 18 | 29 | 68 | -39  |

| Légende : Qualifications et relégations | Légende : Qualifications et relégations                                                                        |
| --------------------------------------- | --- |
|                                         | Qualification pour la Coupe du monde des clubs 2010 et la Ligue des champions de l'AFC 2011 (Phase de groupes) |
|                                         | Qualification pour la Ligue des champions de l'AFC 2011 (Phase de groupes)                                     |
|                                         | Qualification pour la Ligue des champions de l'AFC 2011 (Tour préliminaire)                                    |
|                                         | Qualification pour la Coupe des clubs champions du golfe Persique 2011                                         |
|                                         | Relégation en deuxième division                                                                                |
|                                         | (T) : Tenant du titre 2008-2009 (P) : Promu de D2 (C) : Vainqueur de la Coupe des Émirats arabes unis          |

### Matchs
| Résultats (▼dom., ►ext.) | ALI | AIN | AJM | JAZ | NAS | SHA | WAH | ALW | BAN | DHA | EMI | SHR |
| Al Ahly Dubaï            |     | 1-5 | 8-0 | 2-4 | 4-2 | 1-0 | 1-3 | 1-1 | 2-2 | 4-4 | 2-1 | 1-1 |
| Al Ain Club              | 5-1 |     | 3-2 | 0-1 | 2-0 | 4-0 | 0-1 | 1-3 | 3-1 | 1-1 | 5-3 | 2-1 |
| Ajman Club               | 0-3 | 4-5 |     | 1-1 | 0-3 | 0-2 | 2-5 | 5-4 | 2-4 | 4-1 | 1-3 | 1-4 |
| Al Jazira Club           | 1-0 | 2-2 | 2-1 |     | 2-0 | 2-1 | 1-0 | 2-1 | 5-3 | 2-2 | 3-2 | 1-1 |
| Al Nasr Dubaï            | 1-2 | 0-2 | 2-0 | 1-5 |     | 3-2 | 0-1 | 3-1 | 1-2 | 3-3 | 4-1 | 1-4 |
| Al Shabab Dubaï          | 3-1 | 2-5 | 3-0 | 1-2 | 3-2 |     | 1-1 | 4-3 | 1-1 | 1-2 | 3-2 | 1-1 |
| Al-Wahda Abu Dhabi       | 2-1 | 1-0 | 3-2 | 2-1 | 3-0 | 4-1 |     | 2-0 | 1-0 | 2-0 | 3-1 | 1-0 |
| Al Wasl Dubaï            | 0-0 | 1-3 | 2-1 | 2-2 | 0-0 | 2-0 | 1-0 |     | 3-3 | 2-0 | 5-0 | 0-2 |
| Bani Yas Club            | 1-0 | 1-6 | 1-1 | 1-1 | 2-3 | 4-0 | 1-2 | 2-1 |     | 4-1 | 4-0 | 3-3 |
| Al Dhafra                | 5-4 | 2-1 | 4-2 | 0-2 | 4-6 | 2-3 | 1-2 | 2-3 | 0-1 |     | 4-3 | 1-1 |
| Emirates Club            | 1-3 | 0-1 | 2-0 | 1-2 | 4-1 | 1-1 | 1-2 | 4-5 | 1-2 | 2-3 |     | 3-2 |
| Sharjah SC               | 1-0 | 1-1 | 4-1 | 2-4 | 2-1 | 1-2 | 0-3 | 4-2 | 0-1 | 1-5 | 1-1 |     |

## Bilan de la saison
| Championnat des Émirats arabes unis de football 2009-2010                        |                                 |
| Champion                                                                         | Al-Wahda Abu Dhabi (4e titre)   |
| Coupes et trophées                                                               |                                 |
| Vainqueur de la Coupe des Émirats arabes unis 2009-2010                          | Emirates Club                   |
| Qualifications continentales                                                     |                                 |
| Coupe du monde des clubs 2010                                                    | Al-Wahda Abu Dhabi              |
| Ligue des champions 2011                                                         | Al-Wahda Abu Dhabi              |
| Ligue des champions 2011                                                         | Al Jazira Club                  |
| Ligue des champions 2011                                                         | Emirates Club                   |
| Ligue des champions 2011                                                         | Al Ain Club (Tour préliminaire) |
| Coupe des clubs champions du golfe Persique 2011                                 | Al Shabab Dubaï                 |
| Coupe des clubs champions du golfe Persique 2011                                 | Al Dhafra                       |
| Coupe des clubs champions du golfe Persique 2011                                 | Al Ahly Dubaï                   |
| Promotions et relégations                                                        |                                 |
| Promus en UAE Football League                                                    | Dubaï Club                      |
| Promus en UAE Football League                                                    | Kalba Union                     |
| Relégués en Championnat des Émirats arabes unis de football de deuxième division | Emirates Club                   |
| Relégués en Championnat des Émirats arabes unis de football de deuxième division | Ajman Club                      |

### Meilleurs buteurs
| Rang | Buteur             | Equipe             | Buts |
| ---- | ------------------ | ------------------ | ---- |
| 1    | José Sand          | Al Ain Club        | 24   |
| 2    | Fernando Baiano    | Al-Wahda Abu Dhabi | 18   |
| 3    | Carlos Tenorio     | Al Nasr Dubaï      | 18   |
| 4    | Marcelinho         | Sharjah SC         | 15   |
| 5    | Abass Muyiwa Lawal | Al Dhafra          | 14   |
| 6    | André Senghor      | Bani Yas Club      | 13   |